# 1988년 하계 올림픽 대한민국 선수단
대한민국은 1988년 9월 17일부터 10월 2일까지 자국의 서울에서 열린 제24회 하계 올림픽에 참가했다.

## 메달리스트
| 메달   | 이름 | 종목                                 | 세부 종목   | 날짜 |
| ------ | --- | ------------------------------------ | ----------- | ---- |
| 금메달 | 김수녕 | 양궁                                 | 여자 개인전 |      |
| 금메달 | 김수녕, 왕희경, 윤영숙 | 양궁                                 | 여자 단체전 |      |
| 금메달 | 박성수, 천인수, 이한섭 | 양궁                                 | 남자 단체전 |      |
| 금메달 | 김광선 | 복싱, 남자 플라이급                  | – 51 kg     |      |
| 금메달 | 박시헌 | 복싱, 남자 라이트 미들급             | – 71 kg     |      |
| 금메달 | 송지현, 한현숙, 김춘례, 김명순, 이기순, 김현미, 김미속, 석민희, 손미나, 임미경, 김경순, 성경화                                 | 핸드볼 여자 단체전                   |             |      |
| 금메달 | 김재엽 | 유도, 남자 엑스트라라이트급          | – 60 kg     |      |
| 금메달 | 이경근 | 유도, 남자 하프라이트급              | – 65 kg     |      |
| 금메달 | 현정화, 양영자 | 탁구                                 | 여자 복식   |      |
| 금메달 | 유남규 | 탁구                                 | 남자 개인   |      |
| 금메달 | 한명우 | 프리스타일 레슬링, 남성 미들급       | – 82 kg     |      |
| 금메달 | 김영남 | 그래코로만 레슬링, 남성 웰터급       | – 74 kg     |      |
| 은메달 | 박성수 | 양궁, 남자 개인                      | FITA Round  |      |
| 은메달 | 왕희경 | 양궁, 여자 개인                      | FITA Round  |      |
| 은메달 | 서광미, 임계숙, 박순자, 순효선, 김미순, 김순덕, 김영숙, 한옥경, 황금숙, 진원심, 전은경, 창상현, 한금실, 장은정, 최준옥, 조기향 | 여자 하키 단체                       |             |      |
| 은메달 | 백현만 | 복싱, 남자 헤비급                    | – 91 kg     |      |
| 은메달 | 철석제, 강재원, 김제환, 고석창, 이상효, 임진석, 노현석, 오영기, 박도훈, 박영대, 심제홍, 신영석, 윤태일                         | 핸드볼, 남성 단체전                  |             |      |
| 은메달 | 차영철 | 사격, 남자 50m                       | 소총복사    |      |
| 은메달 | 전병관 | 역도, 남자 플라이급                  | – 52 kg     |      |
| 은메달 | 김기택 | 탁구, 남자 개인                      |             |      |
| 은메달 | 박장순 | 프리스타일 레슬링, 남자 라이트급     | – 68 kg     |      |
| 은메달 | 김성문 | 그래코로만 레슬링, 남자 라이트급     | 68 kg       |      |
| 동메달 | 윤영숙 | 양궁, 여자 개인                      | FITA Round  |      |
| 동메달 | 이재혁 | 복싱, 남자 페더급                    | – 57 kg     |      |
| 동메달 | 박종훈 | 체조, 남자 뜀틀                      |             |      |
| 동메달 | 조용철 | 유도, 남자 헤비급                    | +95 kg      |      |
| 동메달 | 안재형, 유남규 | 탁구                                 | 남자 단체전 |      |
| 동메달 | 이경군 | 역도 남자 라이트헤비급               | – 82.5 kg   |      |
| 동메달 | 노경순 | 프리스타일 레슬링, 남자 벤텀급       | – 57 kg     |      |
| 동메달 | 김태우 | 프리스타일 레슬링, 남자 라이트헤비급 | – 90 kg     |      |
| 동메달 | 이제숙 | 그래코로만 레슬링, 남자 플라이급     | – 52 kg     |      |
| 동메달 | 안대현 | 그래코로만 레슬링, 남자 페더급       | – 62 kg     |      |
| 동메달 | 김상규 | 그래코로만 레슬링, 남자 미들급       | – 82 kg     |      |

## 종목별 성적

### 레슬링
자유형
남자
| 선수 | 세부 종목 | 예선 (상대 /결과) | 16강전 (상대 /결과) | 8강전 (상대 /결과) | 준결승 (상대 /결과) | 패자부활전 1회전 (상대 /결과) | 패자부활전 2회전 (상대 /결과) | 결승 (상대 /결과) | 최종 순위 |

### 양궁
| 선수 | 세부 종목 | 오픈 라운드 | 오픈 라운드 | 1/8 파이널 | 1/8 파이널 | 준준결선 | 준준결선 | 준결선 | 준결선 | 결선 | 결선      |
| 선수 | 세부 종목 | 기록        | 순위        | 기록       | 순위       | 기록     | 순위     | 기록   | 순위   | 기록 | 최종 순위 |

## 육상
| 선수 | 세부 종목 | 1차 예선 | 1차 예선 | 2차 예선 | 2차 예선 | 준결선 | 준결선 | 결선 | 결선 |
| 선수 | 세부 종목 | 기록     | 순위     | 기록     | 순위     | 기록   | 순위   | 기록 | 순위 |

### 사이클 경기

#### 도로 경기
| 선수 | 세부 종목 | 기록           | 최종 순위  |
|      | 남자 도로 | did not finish | no ranking |

### 역도
| 선수 | 세부 종목 | 추상 | 추상 | 인상 | 인상 | 용상 | 용상 | 합계 | 합계 |
| 선수 | 세부 종목 | 기록 | 순위 | 기록 | 순위 | 기록 | 순위 | 기록 | 순위 |

### 탁구
남자
| 선수 | 세부 종목 | 32강전           | 16강전           | 8강전            | 4강전            | 결승 / 3,4위전   | 결승 / 3,4위전 |
| 선수 | 세부 종목 | 상대 선수 스코어 | 상대 선수 스코어 | 상대 선수 스코어 | 상대 선수 스코어 | 상대 선수 스코어 | 최종 순위      |

### 배구
남자

| 날짜 | 대한민국 | 세트 스코어 | 상대 팀 | 1세트 | 2세트 | 3세트 | 4세트 | 5세트 | 총득점 |

여자

| 날짜 | 대한민국 | 세트 스코어 | 상대 팀 | 1세트 | 2세트 | 3세트 | 4세트 | 5세트 | 총득점 |